# Lavoine
Lavoine là một xã ở tỉnh Allier thuộc miền trung nước Pháp.